# Serrat d'Aristot
El Serrat d'Aristot és una serra situada al municipi de Montferrer i Castellbò a la comarca de l'Alt Urgell, amb una elevació màxima de 1.133 metres.